# 警察署長 ジェッシイ・ストーン 暗夜を渉る
『警察署長 ジェッシイ・ストーン 暗夜を渉る』（原題：Jesse Stone: Night Passage）は、アメリカ合衆国のテレビ映画。
原作はロバート・B・パーカーの警察署長ジェッシィ・ストーン シリーズ第1作である小説『暗夜を渉る』（1997年発表）。 
物語の舞台はマサチューセッツ州の架空の町・パラダイスであるが、カナダのノバスコシア州を中心に撮影が行われた
。

## あらすじ
かつてロサンゼルス市警察の殺人課の刑事だったジェッシィ・ストーンは、妻の浮気を発見して以来アルコール中毒になり、妻とは離婚し、勤務中に飲酒したかどで免職になった。そんなストーンは、マサチューセッツ州の海沿いの町パラダイスに警察署長として就任した。その警察署の前任の署長ルーは、銀行家にして町の行政委員長であるヘイスティから賄賂を受け取っていた。新しく警察署長に就任したストーンは、ヘイスティの協力者で地元のギャングのためにマネーロンダリングをしていたジェネストの股間を蹴り上げた。それは、ストーンと町の巨悪との戦いの始まりだった。

## キャスト
| 役名                 | 俳優                         | 日本語吹替 |
| -------------------- | ---------------------------- | ---------- |
| ジェッシイ・ストーン | トム・セレック               | 柴田秀勝   |
| スーツ               | コール・サダス               | 荒川大三郎 |
| ヘイスティ           | ソウル・ルビネック           | 牛山茂     |
| モリー・クレーン     | ヴァイオラ・デイヴィス       | 梅田貴公美 |
| デアンジェロ         | ヴィト・レッザ               | 木村雅史   |
| アビー・タイラー     | ポリー・シャノン             | 水城レナ   |
| ヒーリー警部         | スティーヴン・マクハティ     | 佐藤正治   |
| ジョー・ジェネスト   | スティーヴン・ボールドウィン | 三宅健太   |
|                      | ステファニー・マーチ         |            |

- その他の声の吹き替え：吉見一豊／小池亜希子／松井範雄／相沢恵子／中條佐栄子／鹿野優以